# Hofstetten bei Elgg
Hofstetten bei Elgg é uma comuna da Suíça, no Cantão Zurique, com cerca de 420 habitantes. Estende-se por uma área de 8,85 km², de densidade populacional de 47 hab/km². Confina com as seguintes comunas: Aadorf (TG), Bichelsee-Balterswil (TG), Elgg, Elsau, Schlatt, Turbenthal.
A língua oficial nesta comuna é o Alemão.